# CLYBL
CLYBL (англ. Citrate lyase beta like; КФ:4.1.3.25) — фермент цитрамалил-КоА-лиаза, продукт гена человека CLYBL
.

## Реакция
CLYBL катализирует следующую реакцию:
(3S)-цитрамалил-КоА {\displaystyle \rightleftharpoons } ацетил-КоА + пируват

## Функции
Фермент расщепляет цитрамалил-КоА на ацетил-КоА и пируват в катаболическом пути C5-дикарбоновых кислот. Этот метаболический путь необходим для детоксикации итаконата, являющегося метаболитом, способным инактивировать витамин B12. Таким образом, фермент опосредовано играет роль в метаболизме витамина B12. Кроме этого, in vitro может преобразовывать глиооксалат и ацетил-КоА в малат. Также является слабой цитрамалатсинтазой in vitro.

## Полиморфизм
Активный фермент отсутствует у 2,7% населения в результате мутации Арг-259 на стоп-кодон. Это ассоциировано с пониженным уровнем циркулирующего витамина B12.